# Alfred von Besser

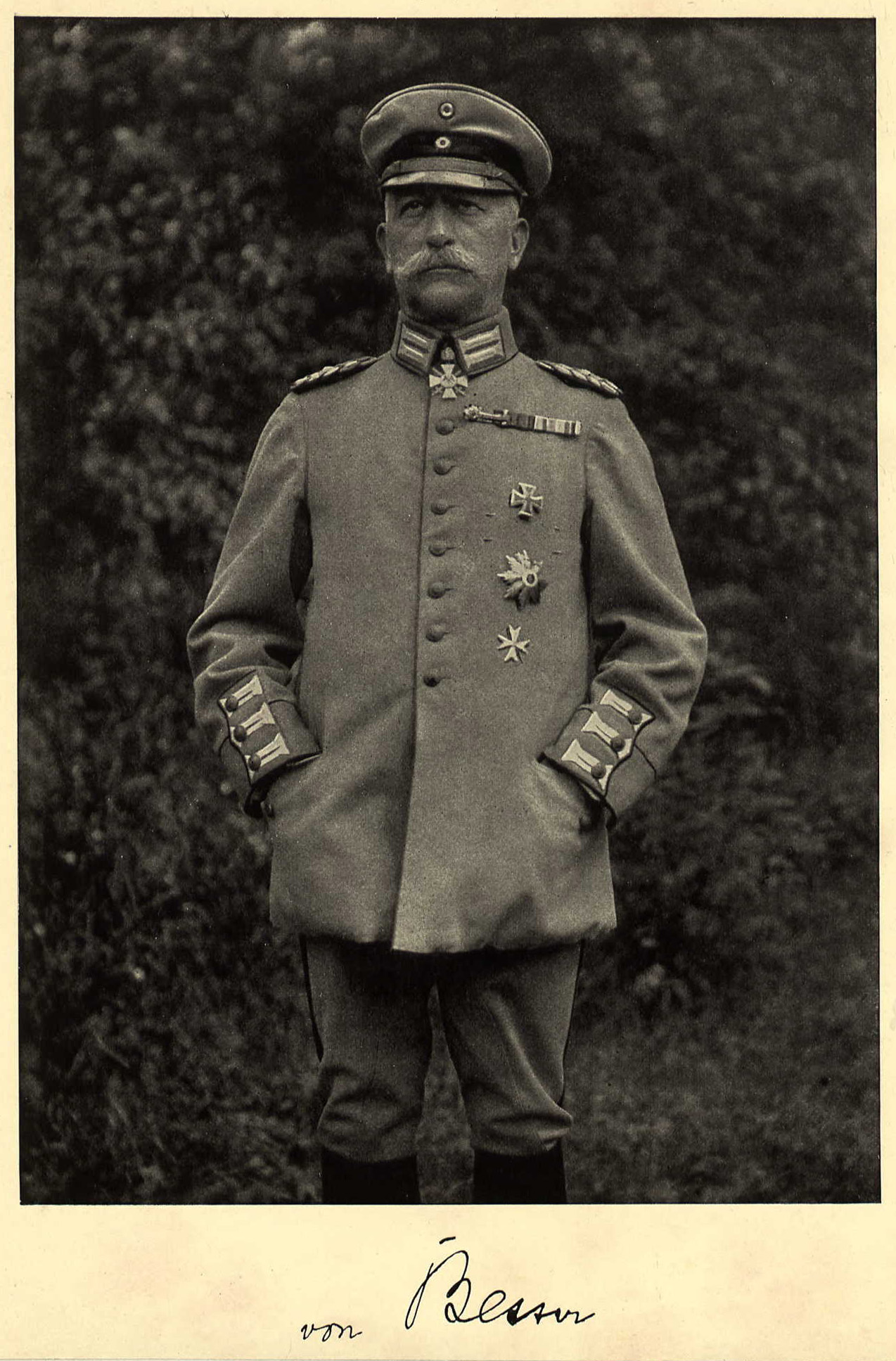
Alfred von Besser, ca. 1916.

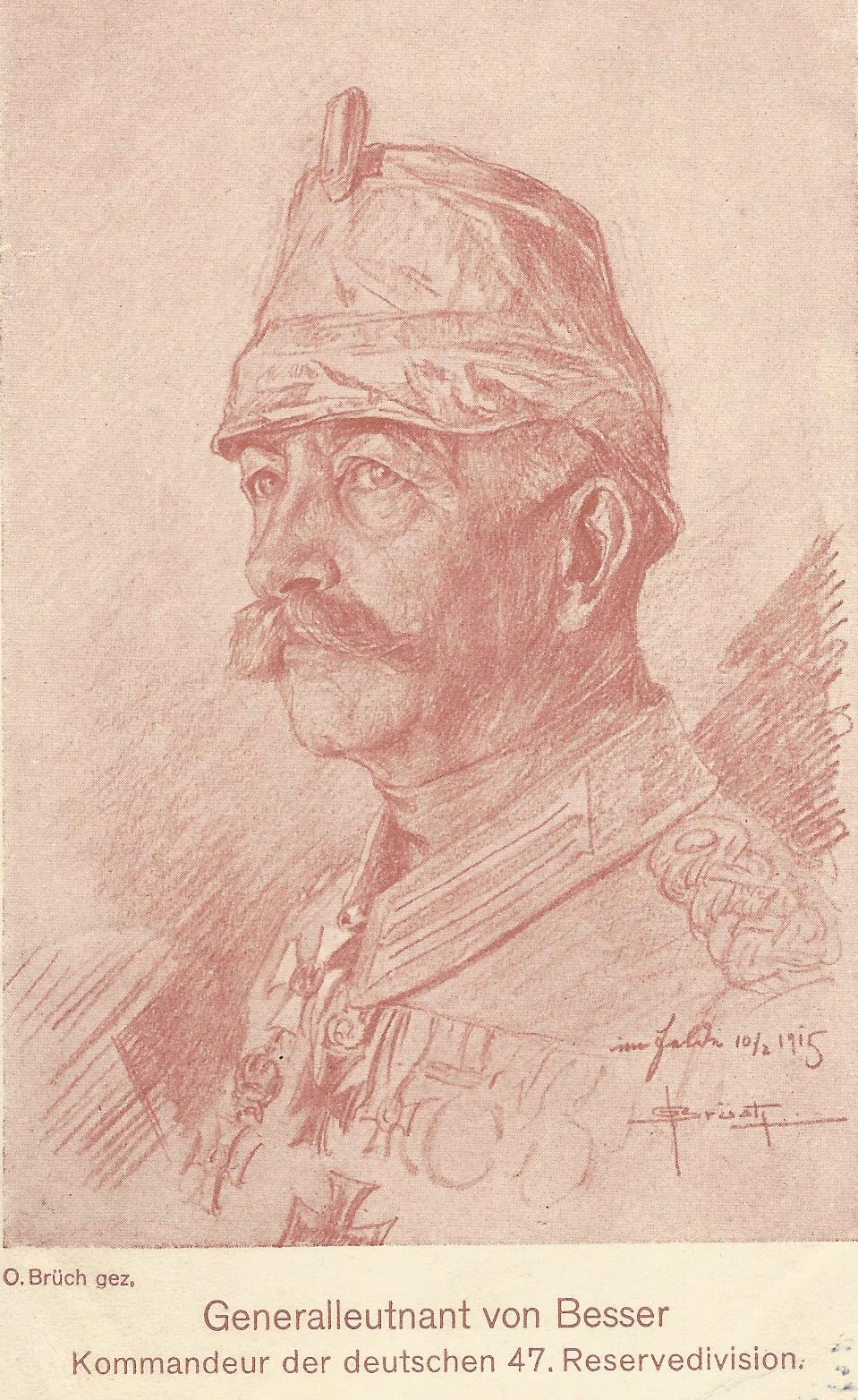
Feldpostkarte von Sept. 1915

Friedrich Wilhelm Nikolaus Alfred von Besser  (* 9. März 1854 in Potsdam; † 16. Mai 1919 in Berlin) war ein preußischer Generalleutnant.

## Leben

### Herkunft
Er war der Sohn des späteren preußischen Oberst Eduard Theodor Rudolf von Besser (1811–1885) und dessen Ehefrau, einer geborenen von Dreyse. Sein Großvater war der preußische Generalmajor Adolf Friedrich von Besser (1777–1836).

### Militärkarriere
Besser trat während des Krieges gegen Frankreich am 1. August 1870 als Fahnenjunker in das Garde-Schützen-Bataillon der Preußischen Armee ein. Mit dem Bataillon beteiligte er sich an der Belagerung von Paris sowie der Erstürmung von Le Bourget. Seine Leistungen wurden durch die Verleihung des Eisernen Kreuzes II. Klasse anerkannt und am 5. Januar 1871 folgte seine Beförderung zum Sekondeleutnant. Vom 1. Oktober 1876 bis zum 21. Juli 1879 absolvierte Besser die Kriegsakademie, wurde im Jahr darauf Premierleutnant und 1881/82 mehrfach zur Dienstleistung beim Prinzen Georg von Preußen kommandiert. Am 1. September 1886 avancierte er zum Hauptmann und Kompaniechef, bis er schließlich am 14. September 1893 als Adjutant zur 4. Division nach Bromberg versetzt und dort am 27. Januar 1894 zum Major befördert wurde. Als solcher folgte am 15. Februar 1896 seine Versetzung in das 3. Garde-Regiment zu Fuß, wo Besser das Kommando über das IV. Bataillon erhielt. Vom 7. November 1896 bis zum 14. Juni 1898 war er Kommandeur des I. Bataillon. Anschließend wurde Besser zum Kommandeur des Garde-Jäger-Bataillons ernannt und in dieser Stellung am 18. August 1900 zum Oberstleutnant befördert. Am 28. Oktober 1902 beauftragt man ihn mit der Führung Leibgarde-Infanterie-Regiments (1. Großherzoglich Hessisches) Nr. 115. Mit der Beförderung zum Oberst wurde Besser am 27. Januar 1903 zum Regimentskommandeur in Darmstadt ernannt. Ab 22. März 1907 führte er die 42. Infanterie-Brigade in Frankfurt am Main, bis Besser mit der Beförderung zum Generalmajor am 14. April 1907 Kommandeur dieses Großverbandes wurde. Unter Verleihung des Charakters als Generalleutnant stellte man ihn am 22. März 1910 mit der gesetzlichen Pension zur Disposition.
Zu Beginn des Ersten Weltkriegs als z.D.-Offizier wiederverwendet, erhielt Besser das Patent zu seinem Dienstgrad und wurde am 11. November 1914 zum Kommandeur der 47. Reserve-Division ernannt. Zunächst lag er mit seinem Großverband noch in Kämpfe zwischen Maas und Mosel. Ab 20. November 1914 verlegt die Division nach Krakau und griff ab 5. Dezember in die Kämpfe um Limanowa-Lapanow ein. Es folgten Stellungskämpfe an unteren Dunajek. Für die Erfolge seiner Division in der Schlacht bei Gorlice-Tarnów wurde Besser mit dem Roten Adlerorden II. Klasse mit Eichenlaub und Schwertern ausgezeichnet. Daran schlossen sich weitere Kämpfe an der Ostfront an, bis Besser die Division im April 1917 abgab und dafür das Kommando über die 3. Landwehr-Division übernahm. Er führte sie über die Waffenruhe sowie den Waffenstillstand an der Ostfront hinaus und beteiligte sich an der Besetzung der Ukraine. Am 23. September 1918 wurde Besser Kommandeur der 205. Infanterie-Division, mit der er sich an der Besetzung von Livland und Estland beteiligte.
Nach dem Waffenstillstand von Compiègne und der Räumung der Gebiete wurde Besser am 18. Dezember 1918 von seinem Kommando entbunden und in den Ruhestand verabschiedet.
Besser war Rechtsritter des Johanniterordens.